# Calle Juan de Ajuriaguerra
La calle Juan de Ajuriaguerra es una calle ubicada en el centro de la villa de Bilbao. Se inicia en la calle Ercilla y finaliza en la plaza Euskadi, en Abandoibarra.
La calle está dedicada al líder nacionalista vasco homónimo.